# Primo Franchini
Primo Franchini (Sala Bolognese, 30 de abril de 1941) es un exciclista y exdirector deportivo italiano. Como ciclista profesional, corrió entre 1967 y 1970, debutando en el equipo Germanvox-Wega.

## Trayectoria
Como ciclista profesional, Franchini corrió tres temporadas, entre 1967 y 1969, para la escuadra italiana Germanvox-Wega. El año 1970 lo hizo para el Cosatto-Marsicano. Su triunfo más importante se produjo en 1965, cuando se adjudicó el Gran Premio Comune di Cerreto Guidi. Disputó el Giro de Italia en sus ediciones de 1967, 1969 y 1970.
Como director técnico, perteneció al equipo Alfa Lum desde su fundación en 1982 hasta su desaparición en 1990, consiguiendo 5 victorias de etapa en el Giro de Italia y 8 en la Vuelta a España. Está considerado uno de los fundadores del equipo, primera escuadra europea en integrar ciclistas de la Unión Soviética en sus filas.
Entre 1993 y 1994 perteneció al equipo técnico del Mercatone Uno-Medeghini, en la primera etapa activa del patrocinador. Pasó después al Brescialat-Refin, que abandonó en 1995 para establecer, con el patrocinio del segundo patrocinador del equipo, el Ceramiche Refin. Le siguieron al nuevo equipo Felice Puttini, Fabio Roscioli, Roberto Pelliconi y Heinz Imboden.
En 2008 dirigió al efímero equipo italiano CDC-Cavaliere, y en 2011 se incorporó al Nippo-Vini Fantini-Europa Ovini.